# Gentili
Con il termine gentili si traduce in lingua italiana il plurale latino gentēs con il significato ecclesiastico di "pagani, non-cristiani".
Quindi indica nel «linguaggio neotestamentario, chi non appartiene alla religione ebraica o chi, nel mondo greco-romano, non era convertito al cristianesimo». Un «appellativo, per lo più usato al plurale, con cui, nei primi secoli del cristianesimo, furono designate le genti non giudaiche (e quindi pagane) partecipi dei costumi e della cultura greca nel mondo romano».
Il latino gentēs è la traduzione del greco ecclesiastico éthnē, (ἔθνη, "le nazioni", "i popoli", "le genti"), a sua volta traduzione dell'ebraico gōyīm (ἔθνη è già presente, infatti, nella traduzione in lingua greca della Bibbia ebraica), qui inteso in particolare come i non ebrei.